# Walking Down Broadway

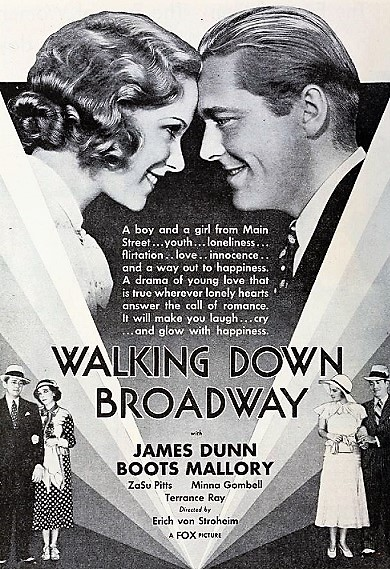
Poster des Spielfilms

Walking Down Broadway / Hello Sister ist ein US-amerikanischer Spielfilm aus dem Jahr 1933. Es war der letzte von Erich von Stroheim inszenierte Film.

## Handlung
Die einsame und eher unansehnliche Millie ist eifersüchtig auf ihre Freundin Peggy, die mit ihrem Freund Jimmy ein glückliches Paar bildet. Nachdem Millie durch ihre Intrigen das Paar nicht trennen konnte, nimmt sie sich mit Gas das Leben.

## Hintergrund
Durch seine umstrittenen und teuren Arbeitsmethoden als Regisseur hatte Erich von Stroheim in Hollywood die Studioverantwortlichen von Paramount, MGM und Universal gegen sich aufgebracht. Noch nie zuvor hatten die Studios einen Regisseur, der noch 1925 mit Die lustige Witwe einen der erfolgreichsten Filme des Jahres gedreht hatte, derart degradiert. Stroheim agierte seit 1930 als Schauspieler vorwiegend in eher unbedeutenden Filmen und war zeitweise als Dramaturg bei MGM angestellt.
Überraschenderweise bekam er trotzdem nochmals ein Angebot für eine Regiearbeit: Die Verfilmung eines unveröffentlichten Theaterstücks mit dem Titel Walking Down Broadway.
Diesmal arbeitete er für das Studio von William Fox. Stroheim hielt sich diesmal penibel an sein Budget und den Drehplan. Trotzdem stieß sein Werk bei den Produzenten auf völliges Unverständnis. Unter anderem hieß es, Stroheims Film sei durch die explizite Darstellung menschlicher Konflikte allenfalls geeignet, „auf einem Kongress von Psychoanalytikern“ gezeigt zu werden. Szenen wurden entfernt, andere neu gedreht – unter anderem von Raoul Walsh und Alfred L. Werker – und am Schluss blieb nur noch wenig von Stroheims Material übrig. Die Filmhistorikerin Lotte Eisner konstatierte sogar, in diesem Film gebe es überhaupt nichts mehr, das von Stroheim stamme.
Stroheims Name war aus dem Vorspann verschwunden. Der Titel wurde in Hello Sister geändert. Aus Walking Down Broadway war ein B-Movie geworden, von dem kaum jemand Notiz nahm und das schnell in den Archiven verschwand. Stroheims Originalversion von Walking Down Broadway gilt als verschollen. Erich von Stroheim führte danach nie wieder Regie.

## Sonstiges
Erst im Jahr 2002 wurde das Theaterstück Walking Down Broadway von Dawn Powell, das die Vorlage für Stroheims Film war
in New York uraufgeführt.